# Aqmola (região)

Localização da província de Aqmola

Aqmola (Ақмола, em cazaque; Акмолинская, em russo) é uma região do Cazaquistão. Sua capital é Kokshetau. A população estimada da província é de 829.000 habitantes.

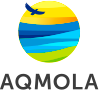